# Anosia nipalensis
Anosia nipalensis är en fjärilsart som beskrevs av Moore 1877. Anosia nipalensis ingår i släktet Anosia och familjen praktfjärilar. Inga underarter finns listade i Catalogue of Life.